# Ctenocheles holthuisi
Ctenocheles holthuisi är en kräftdjursart som beskrevs av Rodrigues 1978. Ctenocheles holthuisi ingår i släktet Ctenocheles och familjen Ctenochelidae. Inga underarter finns listade i Catalogue of Life.